# 杜拉维特
杜拉维特（Duravit）是德國一家陶瓷浴室配件制造商，成立于1817年，总部位于德国霍恩贝格。菲利普·斯塔克曾經為該公司設計產品。杜拉维特在德国和其他國家擁有多家工廠。中华人民共和国的重庆市也有杜拉维特的工廠，該工廠於2005年6月28日正式開張。